# 꽃 - 다만 때늦은 사랑에 관하여
《꽃 - 다만 때늦은 사랑에 관하여》는 2003년 1월 3일에 MBC에서 방영한 베스트극장, 상처를 가진 중년 예술가가 과거에 대한 집착을 벗고 순수한 사랑을 발견해 가는 이야기다.

## 줄거리
아내 하영(장규희 분)만을 모델로 그림을 그리는 화가 호균(신성우 분)은 어느 날 유전으로 인한 중도 실명이 찾아오자 깊고 깊은 어둠 속으로 빠져 든다. 하영은 언제부터인가 억지 웃음을 짓고 있는 자신의 모습이 싫어 호균을 떠나고 싶어한다. 강화도에서 태어나 줄곧 그곳에서 자라온 유경(김보경 분)에게 호균 일행의 관광안내 의뢰가 들어온다. 유경은 하영과 변호사와의 심상치 않은 분위기를 감지하고 호균에게 동정을 느낀다.

## 등장 인물

### 주요 인물
- 신성우 : 강호균 역 - 화가
- 김보경 : 노유경 역 - 강화도 관광가이드
- 장규희 : 윤하영 역 - 강호균의 아내
- 전현 : 우 변호사 역 - 호균의 저작권을 관리함.

### 그 외 인물
- 정한헌
- 김영원
- 오협
- 염재욱
- 정하연
- 김태영
- 서연주
- 옥주현 : 라디오 DJ 역